# Zeinab Al-Kafrawy
Zeinab Al-Kafrawy, née en 1941, morte en 2020, est une résistante anti-coloniale et une enseignante égyptienne.

## Biographie
Elle est née le 24 mai 1941 à Port-Saïd, où sa famille réside et où elle passe son enfance et adolescence.
L’Égypte a longtemps été une colonie britannique. La force coloniale britannique quitte le port de Port Saïd au début du mois de juin 1956. Le 18 juin 1956, la Grande-Bretagne déclare son retrait d'Égypte..
Le 26 juillet 1956, le président égyptien Gamal Abdel Nasser, à la présidence depuis un mois, à la suite de la révolution égyptienne de 1952, opère la nationalisation du canal de Suez et la mise sous séquestre des biens de la compagnie universelle du canal de Suez.
Dans la seconde partie des années 1950, elle étudie à l'Institut des enseignants de Port-Saïd. Le 29 octobre 1956, alors qu’elle est encore adolescente, âgée de 15 ans, commence dans sa ville de Port-Saïd, située au débouché du canal de Suez dans la mer Méditerranée, la crise du canal de Suez, un conflit international de nature coloniale, correspondant à la volonté de la France et de la Grande-Bretagne de conserver le contrôle du canal de Suez, s’alliant pour se faire avec Israël. Les troupes israéliennes occupent la ville le 29 puis des forces britanniques et françaises se substituent aux forces israéliennes le 31 octobre, sous prétexte de maintenir la paix. Port-Saïd est le point de départ de leur opération militaire conjointe pour prendre le contrôle du canal. Le père de Zeinab Al-Kafrawy, policier égyptien, l’incite à rejoindre la résistance qui recherche de jeunes femmes pour faire fonction d’agent de liaison. Elle est la première femme à rejoindre la résistance égyptienne. « Si depuis toujours la guerre est une affaire d’hommes, la résistance non. La plupart de nous étaient enrôlées par l’intermédiaire de proches ou d’amis. Il y avait dix groupes de résistants, mais on ignorait les noms des membres des autres groupes. Un jour, par coïncidence, j’ai appris que mon propre cousin faisait lui aussi partie de notre mouvement », précise-t-elle ultérieurement. « Je cachais des documents ou des tracts illégaux dans des paniers de nourriture ou sous la couverture d’un bébé, je profitais d’un déplacement à pied ou à vélo pour porter un courrier important ou des vivres à un réseau caché ». Finalement, sous la pression du monde entier dont les États-Unis et l'Union soviétique, le Royaume-Uni puis la France sont contraints d’accepter un cessez-le-feu. Les troupes de l’ONU débarquent le 27 novembre pour s’interposer. Le 22 décembre 1956, la force d’intervention française et britannique quitte l’Égypte.
Lors de la guerre des Six Jours en juin 1967, opposant Israël à l'Égypte, la Jordanie et la Syrie elle rejoint de nouveau les rangs des résistants. Elle revient ensuite à une vie normale. Elle épouse un jeune ingénieur, originaire de la Haute-Egypte, fonde une famille, puis part en Algérie pour enseigner la langue arabe dans les écoles. L’Egypte et l’Algérie étaient des alliées, l’Egypte ayant aidé le FLN lors de la guerre d'Algérie.
Puis, en 1987, elle revient à Port-Saïd. Elle y meurt début mars 2020.